# Сванидзе, Екатерина Семёновна
Екатери́на (Като́) Семёновна Свани́дзе (груз. ეკატერინა (კატო) სვიმონის ასული სვანიძე-ჯუღაშვილი; 2 [14] апреля 1885, Баджи, Кутаисская губерния, Российская империя — 22 ноября [5 декабря] 1907, Тифлис, Тифлисская губерния, Российская империя) — первая жена Иосифа Сталина, мать его старшего сына Якова Джугашвили.

## Биография
Дочь Семёна (Симеона) Сванидзе, потомка азнаура (мелкого грузинского дворянина), и Сепоры (Саппоры) Двали-Сванидзе. Сёстры — Мария (1888—1942) и Александра, братья — Александр (Алёша) (1886—1941) и Михаил (Миха). Жила в Тифлисе (Фрейлинская, 3). Работала подёнщицей: прачкой и портнихой.
Её брат учился вместе с Иосифом Джугашвили в Тифлисской духовной семинарии.
Венчание состоялось в ночь на 16 июля 1906 года в тифлисском храме святого Давида. Её посажёным отцом был Миха Цхакая.
Умерла от кишечного кровотечения, вызванного туберкулёзом или брюшным тифом 22 ноября (5 декабря) 1907 года, оставив восьмимесячного сына Якова Джугашвили, которого вырастила её мать.
Похоронена в Тбилиси на Кукийском кладбище.
Британский историк Саймон Монтефиоре, автор книги «Молодой Сталин», не сомневается в подлинности и силе чувств Сталина к Като.